# 正智深谷高等学校
正智深谷高等学校（しょうちふかやこうとうがっこう）は、埼玉県深谷市にある私立高等学校。通称は「正智」。同じ深谷市内の岡部にある埼玉工業大学の附属校で、同校に本部を置く学校法人智香寺学園が運営する。キャッチコピーは「なりたい自分がきっとある。」。

## 概要
後述の沿革の項目にある通り、当初は女子教育の為の教育機関として学校法人祥苑学園により創設され、後に男女共学の埼玉工業大学深谷高等学校（さいたまこうぎょうだいがくふかやこうとうがっこう）という校名となり、当時は「埼工大深谷」の通称で知られていた。2003年4月より現校名となる。
浄土宗関係の行事などを取り入れており、各式典などもそれに準じた物になる。また、授業の開始、終了時には通常の気をつけ、礼ではなく合掌を取り入れている。
教育システムは、類系制システムを基本軸に据え、キャリアプランをもとにした進路指導システムと3年間の学習指導計画であるシラバスがらせん状（スパイラル）に相互に連携したシステムスパイラル・スタディ・システムを採用している。
制服はコムサ・デ・モードによるデザイン。
新校舎の最上部には「ルシオール正智」という、夕方5時頃になると発光ダイオードを用いた色を変化させながら七色の光を放つモニュメントが設置されている。

## 沿革
- 1952年（昭和27年）8月27日 - 学校法人祥苑学園 祥苑編物技芸学院設立
- 1955年（昭和30年）11月30日 - 学校法人祥苑学園 深谷高等家政女学校に改称
- 1957年（昭和32年）5月6日 - 学校法人祥苑学園 桜ヶ丘女子高等学校設立
- 1961年（昭和36年）3月10日 - 学校法人祥苑学園 祥苑編物技芸学院閉校
- 1975年（昭和50年）4月1日 - 学校法人祥苑学園 桜ヶ丘高等学校と改称（男女共学）
- 1976年（昭和51年）4月1日 - 学校法人祥苑学園 埼玉工業大学深谷高等学校に改称
- 2000年（平成12年）12月7日 - 学校法人智香寺学園と合併
- 2003年（平成15年）4月1日 - 学校法人智香寺学園 正智深谷高等学校に改称

## 施設
敷地はかなり狭く、テニスコートは2面あるものの、グラウンドがない。そのため、学校から離れた外部にグラウンドを持っている。部活動によっては、埼玉工業大学にあるグラウンドを使用している。球技大会（松川杯）は深谷市総合体育館で行われる。校庭もそこの隣接地にある。なおプールは無い。
校内
- 本館（1号館〜4号館）
- 新館（5号館）
- 体育館
- テニスコート（2面）

外部グラウンド
- 仙元山グラウンド

正智深谷高校からは遠く、徒歩約20分の仙元山公園の隣接地にある。広さは、サッカーグラウンド1面分程度。校内にグラウンドがないため、体育祭の会場としても使われる。

## 部活動
ラグビー部
埼玉県内では深谷市や熊谷市など、主に県北地域で競技が盛んなラグビーにおける県内有数の強豪校である。ラグビー部は全国大会レベルでも全国高等学校選抜ラグビーフットボール大会の優勝や全国高等学校ラグビーフットボール大会の準優勝などの実績を残している。また、過去にはトンガ王国からラグビー留学の生徒を受け入れており、このいわゆる「トンガ勢」で話題になった。ラグビー部OBには後にラグビー日本代表やA代表に選出された者もいる。
サッカー部
第91回、第94回、第95回の全国高等学校サッカー選手権大会に出場。
バスケットボール部
インターハイ出場経験を持つ。
卓球部
女子卓球部は、全国高等学校卓球選手権大会において、学校対抗戦ではベスト4（2009年、2010年、2011年、2014年、2015年）、個人戦ではシングルスおよびダブルス優勝（2015年）、また、全国高等学校選抜大会の学校対抗戦においても、準優勝（2013年）の実績を残している。
山岳部
令和3年度全国高等学校総合体育大会縦走登山の部に出場し優勝。
令和元年度全国高等学校総合体育大会縦走登山の部に出場。
他にも数多くの運動部が活動しており、埼玉県レベルの大会では中位から上位クラスの実力を持つものもいる。
硬式野球部は全国高等学校野球選手権大会への出場経験こそないものの、埼工大深谷時代の一時期は積極的に強化を行い、1990年代には関東大会に出場実績を残しており、当時の卒業生からはプロ野球選手も輩出している。
野球部・サッカー部・ラグビー部・バレーボール部・バスケットボール部・卓球部はトップアスリートクラブ（強化指定部）に指定されている。
2022年度、埼玉県吹奏楽コンクール（高校C）において、同校吹奏楽部が金賞を受賞。金賞受賞は歴代初となった。

## アクセス
深谷駅より徒歩5分
スクールバス
- 熊谷・妻沼コース（75分）
- 寄居コース（30分）
- 嵐山・森林公園コース（80分）

## 著名な出身者
野球
- 白鳥正樹
- 猪爪義治
- 坂田怜

ラグビー
- 塚越賢
- 藤田望
- 大戸裕矢
- 神尾卓志
- 朝見力弥
- 篠塚公史
- 川俣直樹
- 森谷直貴
- 森谷圭介
- 橋本吾郎
- 野村直矢
- 高橋洋丞
- 岡部瞬
- 野口裕也
- 吉澤太一
- 川俣晃人

- ヴァルアサエリ愛
- エロネ・タキタキ
- クリスチャン・ロアマヌ
- カトニ・オツコロ
- ホラニ龍シオアペラトゥー
- ロトアヘアポヒヴァ大和
- パエア・ミフィポセチ
- アライモアナ・モツアプアカ
- タウファオリヴェ
- ホラニ龍コリニアシ

サッカー
- 新井章太
- 内田航平
- 金子昌広
- オナイウ阿道
- 諸岡裕人
- 新井晴樹
- 孫大河
- 梶谷政仁
- 山田裕翔

卓球
- 南波侑里香
- 牛嶋星羅

その他
- 山口颯斗 - バスケットボール
- 深瀬凛海 - バスケットボール
- 木村遥音 - バスケットボール
- 村岡桃佳 - チェアスキー
- 磯谷大心 - プロボクサー(在学中はサッカー部に所属)

芸能界
- 土田晃之 - U-turn
- パーマ大佐 - 芸人
- 高坂希太郎 - アニメーター・監督
- さくまひでき（中退） - シンガーソングライター

## 請負問題・訴訟
業務委託契約を結んでいた講師に直接指示を出して働かせていたのは労働者派遣法などで禁止されている「偽装請負」に当たるとして、東京労働局から是正指導を受けていたことがわかった。首都圏青年ユニオンなどが2012年9月21日、記者会見で明らかにした。
会見に出席した女性講師は2010年4月1日から2年間、同校と業務委託関係にある人材派遣会社と委託契約を結び、社会科の授業を担当した。1コマ9000円の契約で、1カ月16コマの授業をして14万4000円を受け取っていたが、ほかにも会議への出席や生徒への補講を求められるなどしていた。正智深谷高校は「業務委託と派遣契約の違いを認識していなかった」とコメント。委託契約を結んでいた13人の講師を派遣契約に切り替えたという。
非常勤講師の女性は2013年3月4日、学校法人智香寺学園を相手取って、正規教員であることの地位確認と約450万円の未払い賃金の支払いなどを求める訴訟を、さいたま地方裁判所熊谷支部に起こした。（2012年9月21日付・毎日新聞、2013年3月4日付・朝日新聞より引用）

## 体罰問題
バレーボール部監督だった男性教諭が部員に体罰を繰り返し、監督を解任され、減給処分を受けていたことが関係者への取材で分かった。この教諭は2012年にも、部員への体罰で口頭注意を受けていたが、その後も体罰が続いていたという。学校は処分とあわせ、生徒と保護者に謝罪をした。
学校や関係者によると2018年4月、生徒から教頭に「バレー部で体罰があるようだ」と相談があった。学校側が聞き取りをした結果、少なくとも過去2年間にわたり、至近距離からボールをぶつけたり、暴言を吐いたりする行為が確認され、学校側は5月の理事会で、教諭を減給10分の1（3カ月）の処分とした。教諭は「うまくなって欲しいという思いがいきすぎた。大変申し訳ない」と話しているという。
この教諭をめぐっては2012年、体罰を受けた部員がボイコットするなどした結果、当時の校長が口頭で注意をしていた。校長は「結果的に繰り返されてしまい、申し訳ない。体罰防止を徹底していきたい」と話した。（2018年9月13日付・朝日新聞より引用）